# Chavigny (Meurthe-et-Moselle)
Chavigny település Franciaországban, Meurthe-et-Moselle megyében. Lakosainak száma 1686 fő (2022. január 1.). Chavigny Chaligny, Houdemont, Ludres, Messein, Neuves-Maisons, Vandœuvre-lès-Nancy és Villers-lès-Nancy községekkel határos.

## Népesség
A település népességének változása:
| Lakosok száma | 1459 | 1410 | 1472 | 1715 | 1831 | 1875 | 1843 | 1739 | 1719 | 1686 |
|               | 1968 | 1982 | 1990 | 2006 | 2013 | 2015 | 2017 | 2019 | 2020 | 2022 |